# Alphonse Loubat

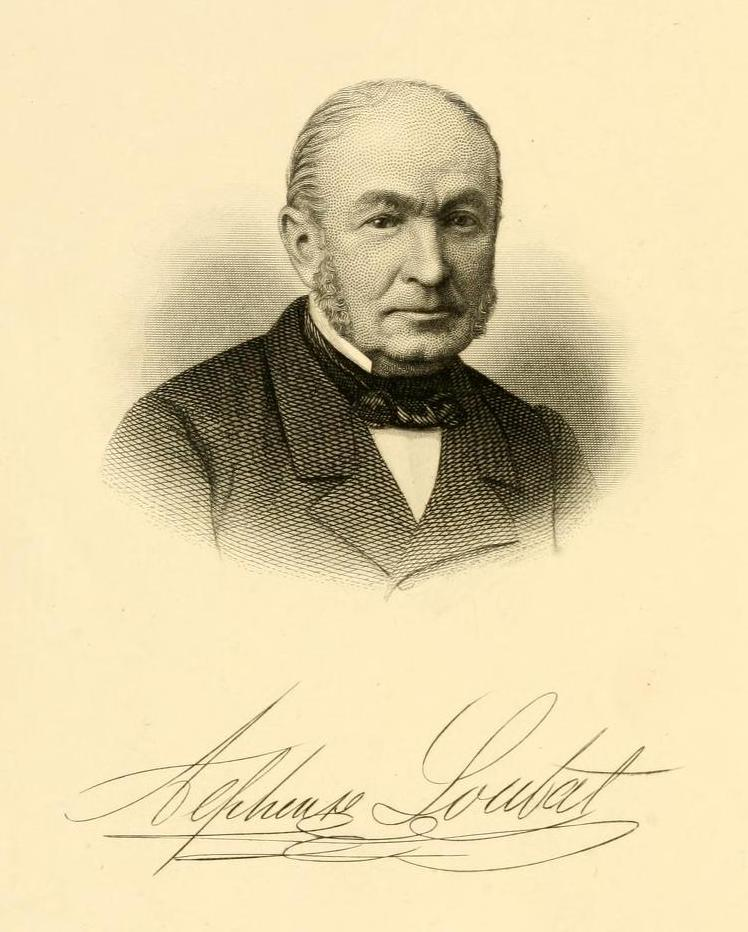
Alphonse Loubat

Alphonse Loubat (* 15. Juni 1799 in Sainte-Livrade; † 10. September 1866 in Ville-d’Avray) war ein französischer Unternehmer. Er erfand eine frühe Form der Rillenschiene und führte die Pferdebahn in Paris und damit in Frankreich ein.

## Leben und Familie

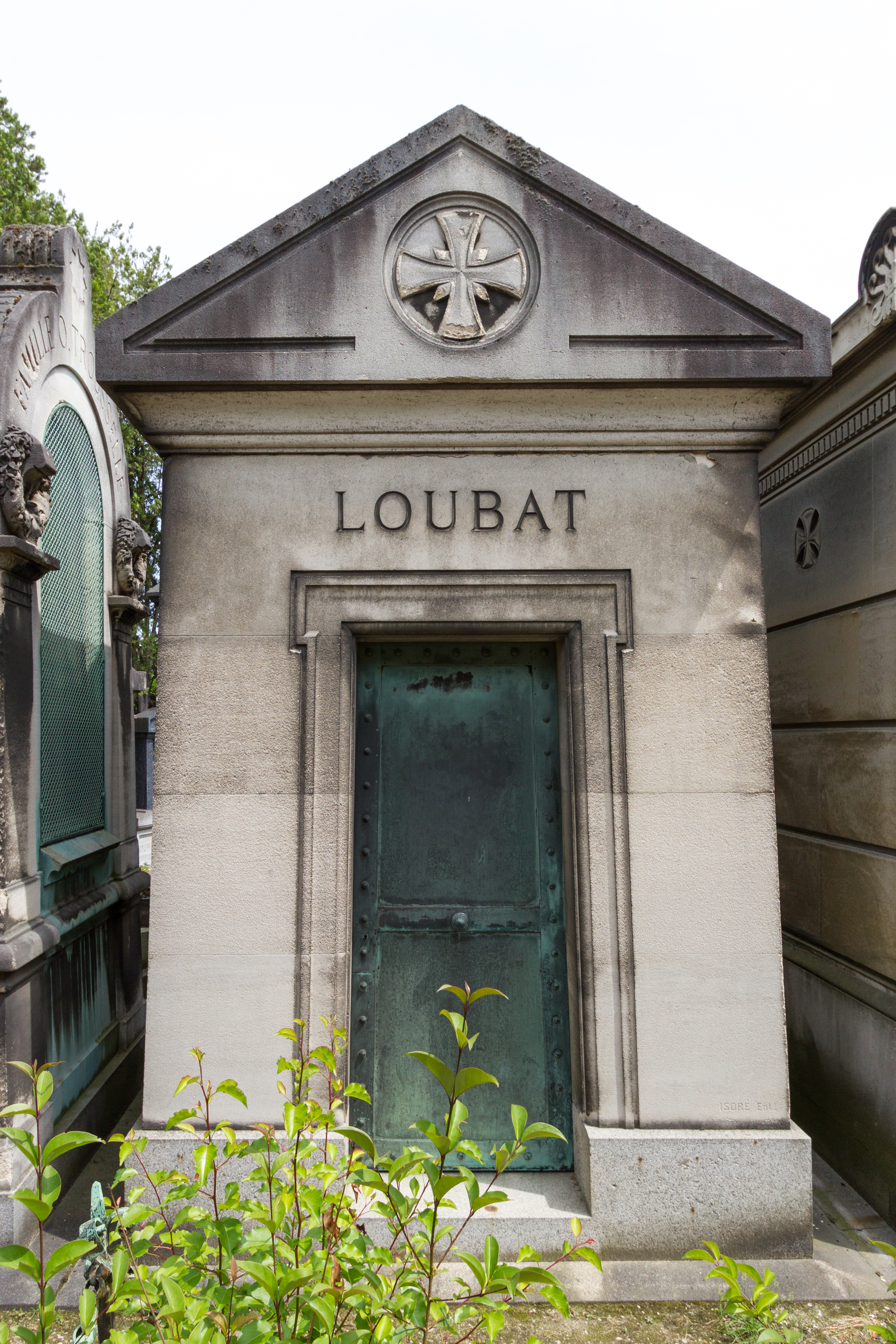
Loubat-Grabkapelle auf dem Friedhof Passy

Loubat wurde am 15. Juni 1799 in Sainte-Livrade-sur-Lot im Département Lot-et-Garonne als Joseph Loubat geboren. Ab wann er Alphonse genannt wird bzw. sich selbst so nennt, ist unklar. Der Katholik heiratete am 22. Juni 1829 in der New Yorker Kirche St. Peter die reiche Frankoamerikanerin Suzanne-Elizabeth Gaillard (–1885). Sohn Joseph Florimond (1831–1927) und Tochter Thérèse Aimée (1833–1854) werden beide in New York geboren.
1853/54 ließ er sich in Sèvres im heutigen Département Hauts-de-Seine das Château des Bruyères bauen, das Ende der 1960er Jahre abgerissen wurde, und erwarb ringsum große Ländereien.
Alphonse Loubat starb am 10. September 1866 in Ville-d’Avray und wurde an der Seite seiner Tochter in der Familiengruft in der Kapelle Sacré-Cœur der Kirche von Chaville, die er 1856 hatte bauen lassen, beigesetzt. Sein Sohn ließ seine Asche am 12. September 1885, nach dem Tod seiner Frau, in die Grabkapelle der Familie auf dem Friedhof Cimetière de Passy in Paris überführen.

## Wirken in den USA
1820 bzw. 1826 zog Loubat in die Vereinigten Staaten, vermutlich zuerst nach New Orleans, und startet einen Im- und Exporthandel. 1826 und 1827 importierte er auf Subskriptionsbasis dreijährige Rebstöcke aus dem Bordelais in die Stadt New York. Auch pflanzte er selbst Reben in Brooklyn und auf Long Island an und verfasste 1827 einen Leitfaden für amerikanische Weinbauern (The American Vine Dresser’s Guide), von dem es Neuauflagen 1829 und 1832 sowie (durch seinen Sohn) 1872 gab. Zwar überlebten die importierten Weinreben nicht lange, dennoch gilt er als einer der Förderer des Weinbaus in den USA. 1845 wird für ihn ein Vermögen von 200.000 US-Dollar geschätzt. Sein Handelsunternehmen in New York betrieb Loubat bis zum Jahr 1850, nach anderen Quellen bis 1857 und pendelte in dieser Zeit häufig zwischen den USA und Frankreich hin und her.
Zudem interessierte sich Loubat für die gerade in der Einführung befindlichen Straßenbahnen. Diese hatten allerdings den großen Nachteil, dass die Schienen aus der Fahrbahn herausstanden und so den Verkehr anderer Fahrzeuge behinderten und zu Unfällen führten.
Obwohl er kein Ingenieurstudium absolvierte, hatte Loubat die Idee, eine in die Fahrbahn eingelassene U-förmige Schiene zu verwenden, die nicht über Straßenebene hinausragte. Seine Idee wurde 1853 erfolgreich bei der Straßenbahn am Broadway in New York umgesetzt, so dass sich diese Lösung in den USA verbreitete.

## Wirken in Frankreich

### Öffentliche Ämter
1848 kandidierte Loubat in seinem Heimatdépartement (Lot-et-Garonne) erfolglos bei den ersten Direktwahlen für die französische Nationalversammlung, wobei er sich selbst als demokratischen Republikaner bezeichnete. Im Vorfeld der Wahl verfasste er zwei Schriften (De la constitution à donner à la France républicaine (Von der Verfassung, die dem republikanischen Frankreich gegeben werden sollte) und De l’organisation cantonale, départementale et judiciaire (Über die Organisation der Kantone, Departements und Gerichte)), in denen er seine Ideen und wie die verschiedenen Organe der USA seit 72 Jahren für deren Wohlbefinden sorgen, erläutert.
Am 6. Dezember 1854 wurde Loubat von Kaiser Napoleon III. zum Bürgermeister der Gemeinde Sèvres ernannt. Dies blieb er bis zur Ernennung seines Nachfolgers Ende Dezember 1858. Zu seinen Aktivitäten in dieser Zeit gehören neben der Einführung der Straßenbahn auch die von Straßenschildern und Hausnummern, der Bau von Bürgersteigen und eines Krankenhauses sowie die Sicherung der Trinkwasserversorgung.

### Chemin de fer américain
Am 9. Dezember 1852 wird Loubat ein Patent auf seine Rillenschiene erteilt, am 21. November 1853 wird eine erste, 2 km lange Teststrecke der amerikanischen Eisenbahn vom heutigen Place de la Concorde, über den anschließenden Cours de la Reine bis zur Pont de l’Alma bzw. der Barriere de Passy eingeweiht. Die Spurweite betrug 154 cm.
Aufgrund des Erfolgs wurde ihm am 18. Februar 1854 eine dreißigjährige Konzession für den Bau einer Pferdebahnlinie von Vincennes über Place de la Concorde bis zur Pont de Sèvres sowie weiter nach Sèvres und Boulogne zugeteilt. Doch bereits im Folgejahr 1855 erzwang der für das damalige Département Seine und damit für Paris zuständige Präfekt Georges-Eugène Haussmann die Zusammenlegung der Pariser Omnibuslinien und der Straßenbahnlinie. Im Gegenzug erhielt Loubat 697 Aktien zu je 500 Francs der neuen Gesellschaft CGO (Compagnie générale des omnibus), einen Sitz im Verwaltungsrat sowie 25 % der Gewinne aus „seiner“ Linie. Zu einer Realisierung des Abschnitts Place de la Concorde - Vincennes kam es nie bzw., nach anderer Quelle, erst 1871.
Noch im Juli 1866, zwei Monate vor seinem Tod, veröffentlichte Loubat die 43 Seiten umfassende Schrift Construction économique des chemins de fer d’intérêt local (Wirtschaftlicher Bau von Eisenbahnen von lokalem Interesse). Um seine Studie zu untermauern, ließ er in Courbevoie auf dem Bürgersteig der Straße von Paris nach Saint-Germain zwischen der Brücke von Neuilly, dem Rond de l’Empereur und dem Rond-point des Bergères eine 1738 Meter lange Eisenbahnstrecke anlegen. Diese nahm jedoch nie den Betrieb auf, da das Unternehmen wenige Wochen nach seinem Tod aufgelöst wurde.

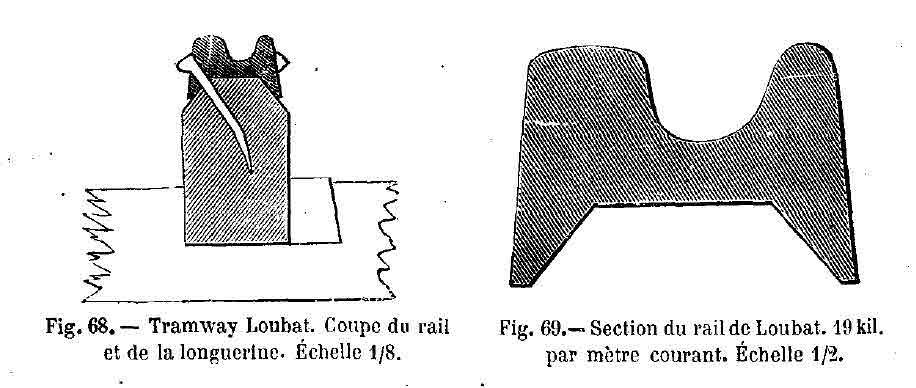
Frühe Rillenschiene System Loubat
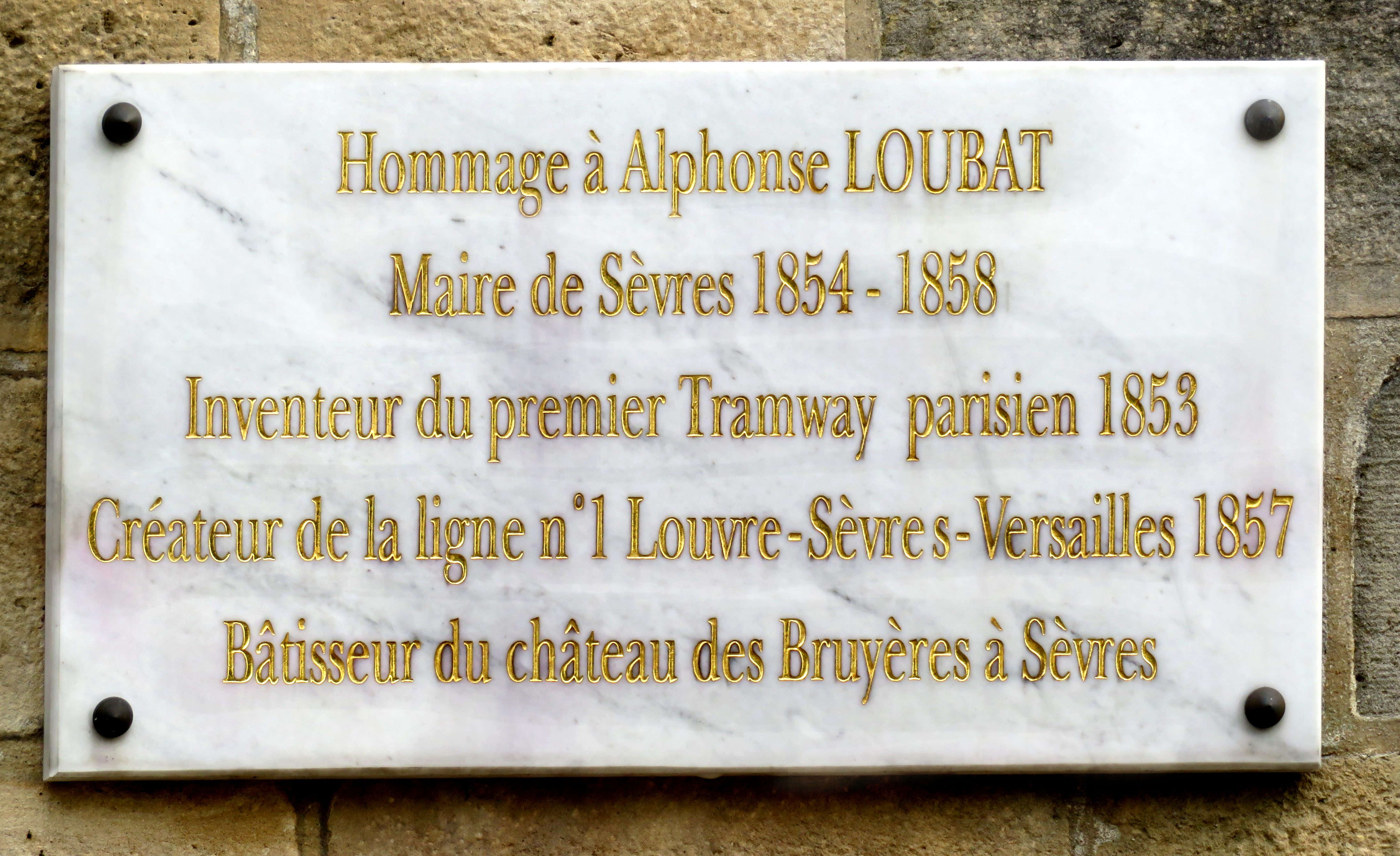
Gedenktafel an der Station Musée de Sèvres der Linie T2 der Pariser Straßenbahn
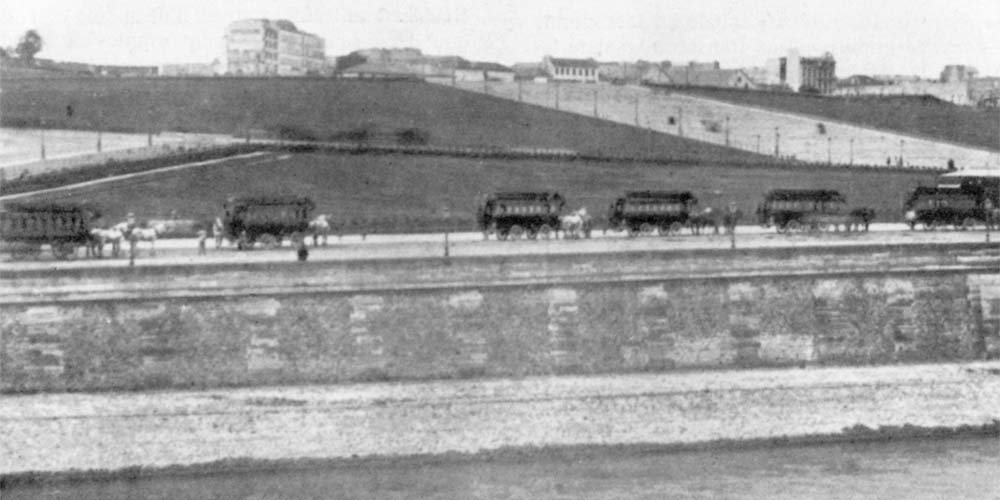
Pferdebahn mit Loubat-Schienen am Quai Debilly in Paris

## Ehrungen
Am 22. Januar 2005 wurde am Fuß der Pont de Sèvres an der Station Musée de Sèvres der Linie T2 der Straßenbahn Île-de-France eine Gedenktafel angebracht sowie ein Saal der Stadthalle von Sèvres nach ihm benannt. Außerdem benannte Montpellier den am 25. März 2006 eingeweihten Alphonse-Loubat-Viadukt nach ihm.